# Équipe d'Algérie de rugby à XV
L'équipe d'Algérie de rugby à XV est l'équipe qui représente l'Algérie dans les principales compétitions internationales de rugby à XV.
Elle rassemble les meilleurs joueurs d'Algérie sous l'égide de la Fédération algérienne de rugby (FAR) depuis 2015. Cette dernière est membre de Rugby Afrique depuis 2016. Le 23 mai 2019, elle intègre World Rugby en tant que membre associé, puis elle acquiert le statut de membre à part entière depuis le 12 mai 2021.
Elle n'a jamais participé à la phase finale de Coupe du monde de rugby. Elle a remporté la Rugby Africa Silver Cup 2018, ce qui lui permet de monter en division supérieure, la Rugby Africa Gold Cup.
L'équipe a pour emblème deux lions ; elle est surnommée le XV aux deux Lions ou les Lions,.
Au 3 août 2025, l'Algérie est 43e dans le classement des équipes nationales de World Rugby.

## Histoire

### Avant 2015
Le rugby à XV est joué sur le territoire algérien pendant la colonisation française. Après cette période, sa pratique décroit rapidement, jusqu'à disparaître en 1972.
En décembre[réf. nécessaire] 2006, Djemaï Tebani œuvre pour le retour du rugby à XV en Algérie, en organisant une initiation à la pratique du rugby pendant une semaine à Zéralda, destinée à plus de 500 jeunes, une première depuis la fin de la colonisation,,
À l'invitation de la Fédération tunisienne de rugby, l'Algérie réunit à Nabeul une sélection des meilleurs joueurs algériens de rugby à XV et débute sur la scène internationale le 27 février 2007 contre la Tunisie, un match qu'elle gagne 8 à 7 avec un essai de Samir Khamouche jouant à Castres et une pénalité de Nadir Boukhaloua jouant au Lyon OU ; cet événement représente le nouveau point de départ de l'aventure du rugby en Algérie. Plus tard, les Algériens s'imposent par 20 points à 17 face aux espoirs du Stade français au stade Villeneuve de la commune de Clichy, département des Hauts-de-Seine, ainsi que face à d'autre équipes africaines, dont la Côte d'Ivoire.
Faute de fédération reconnue par l'État algérien, elle n'apparaît cependant pas dans le classement World Rugby des équipes nationales.
Le premier club de rugby créé depuis l'indépendance du pays est le Stade oranais, fondé à la fin de l'année 2007 sous l'impulsion de Sofiane Benhassen.
En 2010, l'équipe de rugby d'Algérie participe à son premier tournois officiel organisé par la Confédération africaine de rugby, la CAR Development Trophy qui s'est déroulé au Caire en Égypte. l'Algérie sort vainqueur du tournois et gagne son premier trophée en battant en finale l'équipe d'Égypte.

### 2015: retour du rugby à XV en Algérie

#### Préparation de la mise en place d'instances officielles
Disparu au début des années 70, le rugby a retrouvé sa place en Algérie. Le 1er janvier 2015, après huit ans de débats et d'échanges, le Ministère des Sports, aidé par le Comité olympique algérien, valide la création de l'Association nationale du rugby algérien qui deviendra la Fédération algérienne de rugby courant 2015.
Les objectifs de cette nouvelle instance sont la Coupe du monde de rugby en 2019 au Japon sans oublier la Coupe d'Afrique. Avec la reconnaissance de la Fédération, la sélection peut désormais faire appel aux joueurs qui évoluent dans le Top 14 pour monter une équipe nationale compétitive.
Pour Sofiane Abdelkader Benhassen, fondateur du club pilote du Stade oranais, qui a été désigné président, la priorité est aussi et surtout de vulgariser la discipline en Algérie et faire connaitre ce sport à la jeunesse du pays à travers la création d'écoles.

#### Crescent Cup Rugby Championship
Le 1er juin 2015, l'équipe d'Algérie de rugby à XV s’envole pour la Malaisie disputer la Crescent Cup Rugby Championship, leur première compétition internationale officielle,.
Le XV d'Algérie a entamé son tournoi par une victoire 26 à 5 face à l'équipe du Kazakhstan, classée 39e mondiale. Il s'offre la victoire pour le premier match officiel de l'histoire de la sélection algérienne de rugby. Confirmation que le potentiel algérien est bien là.

#### Création de la fédération nationale
Le 17 novembre 2015, la fédération est officiellement créée à Alger lors d'une assemblée générale constitutive présidée par Mustapha Larfaoui, président d'honneur du Comité olympique et sportif algérien et en présence de 18 clubs représentants 16 wilayas. Sofiane Benhassen est élu à cette occasion premier président de la fédération algérienne de rugby (FAR),. L'adhésion à la fédération continentale Rugby Afrique est planifiée en décembre 2016.
Le premier match joué officiellement sous l'égide de la fédération algérienne a lieu le 18 décembre 2015 à Oran, contre la Tunisie. Salim et Djemaï Tebani sont les sélectionneurs de cette première rencontre officielle sur le sol algérien. Au stade Ahmed-Zabana d'Oran, l'Algérie remporte ce match 16-6 avec une équipe composée essentiellement de joueurs évoluant en France ainsi que deux joueurs formés dans des clubs algériens ; le premier essai officiel est par ailleurs inscrit pendant cette rencontre, par Mohamed Belguidoum.

#### Lancement du Tri-nations maghrébin
En décembre 2016, la Fédération algérienne de rugby en collaboration avec Rugby Afrique organise la première édition d'un Tri-nations maghrébin regroupant l'Algérie, la Tunisie et le Maroc. Après validation de la part de World Rugby, l'événement a lieu à Oran, en Algérie,.

#### Reconnaissance auprès des instances
La Fédération algérienne annonce le 3 décembre 2016 son intégration officielle au sein de Rugby Afrique, association régionale du continent africain.
Pour ce qui est de l'intégration au niveau mondial, la Fédération algérienne n'était toujours pas officiellement membre de World Rugby en avril 2018, mais elle jouit déjà d'une certaine reconnaissance de la part de cet organisme, notamment pour ce qui est de son droit à appeler des joueurs de tous niveaux pour ses matchs internationaux,. Le 23 mai 2019, elle intègre finalement World Rugby en tant que membre associé ; l'Algérie devient ainsi la 124e nation reconnue par World Rugby. Deux ans plus tard, le 12 mai 2021, elle acquiert le statut de membre à part entière.

## Palmarès

### Coupe du monde
| Édition | Organisateur                 | Place  | Commentaire                       |
| ------- | ---------------------------- | ------ | --------------------------------- |
| 1987    | Nouvelle-Zélande & Australie | Absent | équipe nationale inexistante      |
| 1991    | Angleterre                   | Absent | équipe nationale inexistante      |
| 1995    | Afrique du Sud               | Absent | équipe nationale inexistante      |
| 1999    | Pays de Galles               | Absent | équipe nationale inexistante      |
| 2003    | Australie                    | Absent | équipe nationale inexistante      |
| 2007    | France                       | Absent | équipe nationale inexistante      |
| 2011    | Nouvelle-Zélande             | Absent | pas qualifiée faute de fédération |
| 2015    | Angleterre                   | Absent | pas qualifiée faute de fédération |
| 2019    | Japon                        | Absent | pas qualifiée faute de fédération |
| 2023    | France                       | Absent | pas qualifiée                     |
| 2027    | Australie                    | Absent | pas qualifiée                     |

### Coupe d'Afrique
Le tableau suivant récapitule les performances des Algériens en Coupe d'Afrique de rugby à XV.
| Édition   | Division                  | Place           | Commentaire                                            |
| --------- | ------------------------- | --------------- | ------------------------------------------------------ |
| 2017      | Bronze Cup ("Division 3") | Vainqueur       | L'Algérie est promu en deuxième division (Silver Cup). |
| 2018      | Silver Cup ("Division 2") | Vainqueur       | L'Algérie est promu en première division.              |
| 2019-2020 | Coupe d'Afrique           | édition annulée | Pandémie de Covid-19.                                  |
| 2021-2022 | Coupe d'Afrique           | Troisième       |                                                        |
| 2024      | Coupe d'Afrique           | Finaliste       |                                                        |
| 2025      | Coupe d'Afrique           | Troisième       |                                                        |

### Tri-nations maghrébin
| Édition | Place | Victoires | Nuls | Défaites |
| ------- | ----- | --------- | ---- | -------- |
| 2016    | 3e    | 0         | 0    | 2        |
| 2017    | 2e    | 1         | 0    | 1        |

### Autres compétitions
- CAR Development Trophy :
  - Égypte 2010 : Vainqueur
- Crescent Cup Rugby Championship :
  - Malaisie 2015 : Finaliste

## Composition du XV d'Algérie

### Provenance des joueurs
L'Algérie bénéficie d'une diaspora de plus de deux millions de personnes en Europe, ce qui lui permet de compter sur des binationaux pour renforcer son équipe. Cependant, dans la majorité des cas, les binationaux sont confrontés à un choix : jouer pour leur pays natal (très souvent en Europe) ou leur pays d'origine, l'Algérie.

#### Joueurs d'origine algérienneen équipe de France
- Maxime Mermoz
- Rabah Slimani
- Sofiane Guitoune
- Mohamed Haouas
- Swan Rebbadj

#### Joueurs professionnels
Joueurs professionnels d'origine algérienne sélectionnables pour le XV d'Algérie :
- Hamza Kaabeche (pilier, Lyon OU, Top 14)
- Alexandre Kaddouri (pilier, Stade Rochelais, Top 14)
- Yanis Boulassel (talonneur, AS Béziers, Pro D2)
- Baptiste Belhadj (troisième ligne, Provence Rugby, Pro D2)
- Sadek Deghmache (demi de mêlée, Provence Rugby, Pro D2)
- Nadir Bouhedjeur (ailier, Provence Rugby, Pro D2)
- Kylan Hamdaoui (arrière, ASM Clermont, Top 14)
- Théo Chabouni (arrière, Castres olympique, Top 14)

### Effectif actuel
Ci-dessous, la liste des joueurs sélectionnés pour la Rugby Africa Cup 2025, à Kampala en Ouganda.

#### Avants
| Nom               | Naissance        | Sélections (Pts marqués) | Club                 | Championnat | Année de 1re sélection | In     |
| Pilier            | Pilier           | Pilier                   | Pilier               | Pilier      | Pilier                 | Pilier |
| ----------------- | ---------------- | ------------------------ | -------------------- | ----------- | ---------------------- | ------ |
| Yassin Boutemmani | 12 juillet 1990  | 9 - (0)                  | Soyaux Angoulême XV  | Pro D2      | 2022                   | x      |
| Bekada Belhaouari | 19 août 1991     | 14 - (0)                 | RC Aubenas           | Nationale 2 | 2015                   |        |
| Reda Benlebbad    | 18 juillet 1992  | 12 - (0)                 | Avenir valencien     | Nationale 2 | 2016                   | x      |
| Djalil Agueni     | 14 janvier 2002  | 3 - (0)                  | Avenir valencien     | Nationale 2 | 2025                   | x      |
| Aïtham Meksoud    | 18 août 2000     | 6 - (0)                  | Avenir valencien     | Nationale 2 | 2024                   | x      |
| Rayan Hassani     | 12 novembre 2000 | 1 - (0)                  | US seynoise          | Nationale 2 | 2024                   | x      |
| Jawad Atia        | 28 novembre 1996 | 3 - (0)                  | CA Castelsarrasin    | Fédérale 1  | 2024                   |        |
| Mehdi Borsali     | 8 janvier 2005   | 3 - (0)                  | Stade français Paris | Espoirs     | 2025                   | x      |
| Talonneur         |                  |                          |                      |             |                        |        |
| Issam Hamel       | 18 juin 1997     | 7 - (10)                 | Valence Romans DR    | Pro D2      | 2017                   | x      |
| Rayne Barka       | 5 février 1999   | 3 - (0)                  | Nissa Rugby          | Nationale   | 2025                   | x      |
| Joseph Reynaud    | 24 octobre 2000  | 6 - (5)                  | Olympique marcquois  | Nationale   | 2022                   |        |
| Adam Moulahya     | 21 décembre 2004 | 3 - (0)                  | RC Narbonne          | Nationale   | 2024                   |        |
| Aymeric Tronc     | 24 janvier 2001  | 3 - (5)                  | Servette RC          | Nationale 2 | 2025                   | x      |
| Deuxième ligne    |                  |                          |                      |             |                        |        |
| Mehdi Slamani     | 19 décembre 2001 | 7 - (0)                  | Stade aurillacois    | Pro D2      | 2022                   | x      |
| Yakine Djebbari   | 16 décembre 1995 | 17 - (20)                | RC Massy             | Nationale   | 2016                   | x      |
| Enzo Zaïtri       | 10 juin 2000     | 8 - (5)                  | Avenir valencien     | Nationale 2 | 2021                   |        |
| Djessim Aïdi      | 23 mars 2002     | 3 - (0)                  | Stade métropolitain  | Nationale 2 | 2024                   |        |
| Troisième ligne   |                  |                          |                      |             |                        |        |
| Kamil Bouregba    | 10 juillet 1999  | 3 - (0)                  | CS Bourgoin-Jallieu  | Nationale   | 2025                   | x      |
| Adrien Vert       | 12 mars 1999     | 4 - (10)                 | SC Graulhet          | Nationale 2 | 2024                   |        |
| Mohamed Makri     | 15 novembre 2001 | 6 - (10)                 | Stade métropolitain  | Nationale 2 | 2024                   | x      |
| Marvyn Youcef     | 21 octobre 1996  | 11 - (5)                 | CO Berre XV          | Fédérale 1  | 2022                   | x      |
| Shade Barkallah   | 31 mars 2002     | 2 - (0)                  | CO Berre XV          | Fédérale 1  | 2024                   | x      |

#### Arrières
| Nom               | Naissance         | Sélections (Pts marqués) | Club                  | Championnat   | Année de 1re sélection | In            |
| Demi de mêlée     | Demi de mêlée     | Demi de mêlée            | Demi de mêlée         | Demi de mêlée | Demi de mêlée          | Demi de mêlée |
| ----------------- | ----------------- | ------------------------ | --------------------- | ------------- | ---------------------- | ------------- |
| Théo Idjellidaine | 15 mars 2001      | 0 - (0)                  | SU Agen               | Pro D2        | -                      |               |
| Gilen Queheille   | 12 mars 1994      | 3 - (5)                  | SC Albi               | Nationale     | 2025                   | x             |
| Thomas Lacroix    | 20 octobre 1996   | 7 - (10)                 | CS Vienne             | Nationale 2   | 2022                   |               |
| Demi d'ouverture  |                   |                          |                       |               |                        |               |
| Hugo Verdu        | 28 juillet 1994   | 4 - (3)                  | CA Brive              | Pro D2        | 2024                   | x             |
| Enzo Kralfa       | 11 avril 1996     | 10 - (19)                | AS Fleurance          | Nationale 2   | 2018                   | x             |
| Alexis Renou      | 16 septembre 1995 | 8 - (0)                  | RC Aubenas            | Nationale 2   | 2021                   | x             |
| Centre            |                   |                          |                       |               |                        |               |
| Nadir Megdoud     | 26 mars 1997      | 11 - (25)                | Aviron bayonnais      | Top 14        | 2018                   | x             |
| Hakim Miloudi     | 26 juin 1993      | 2 - (0)                  | XIII Baroudeur de Pia | Super XIII    | 2025                   | x             |
| Samir Kharbouch   | 16 août 1993      | 10 - (0)                 | Bury St Edmunds RUFC  |               | 2022                   | x             |
| Ailier - Arrière  |                   |                          |                       |               |                        |               |
| Julien Caminati   | 28 octobre 1985   | 10 - (71)                | SC Mazamet            | Fédérale 1    | 2022                   | x             |
| Benjamin Caminati | 20 octobre 1989   | 9 - (26)                 | SC Mazamet            | Fédérale 1    | 2021                   | x             |
| Gabriel Belhadj   | 12 octobre 2001   | 2 - (5)                  | CO Berre XV           | Fédérale 1    | 2024                   |               |
| Khemis Noury      |                   | 2 - (0)                  | XV Corsaire           | Fédérale 1    | 2025                   | x             |
| Ilias Bergal      | 6 avril 1996      | 4 - (0)                  | XIII Baroudeur de Pia | Super XIII    | 2024                   | x             |
| Iliess Macani     | 6 décembre 1993   | 2 - (0)                  | London Broncos        | Championship  | 2025                   | x             |

- La colonne In indique les joueurs actuellement sélectionnés.

#### Staff technique
- Azzouz Aïb - Manager général
- Ousmane Mané - Sélectionneur
- Adrien Buononato - Entraîneur principal
- Romain Boscus - Entraîneur adjoint
- Sofiane Chellat - Entraîneur mêlées
- Thomas Ardiller - Analyste video
- Jean-Marc Gossart - Préparateur physique
- Nahim Rouabah - Préparateur physique
- Mustapha Bouguendouz - Kinésithérapeute / Ostéopathe
- Yanis Hannouche - Kinésithérapeute / Ostéopathe
- Romain Vicat - Préparateur mental

## Statistiques

### Statistiques sur les matchs
Les statistiques sont comptabilisées à partir du match joué contre le Kazakhstan le 6 juin 2015, premier match officiel vis-à-vis de World Rugby.
Dernière mise à jour : 19 juillet 2025 (match joué contre le Kenya).

#### Bilan des matchs
| Adversaire    | Matchs | Victoires | Nuls | Défaites | Pts marqués | Pts encaissés | % Victoires |
| ------------- | ------ | --------- | ---- | -------- | ----------- | ------------- | ----------- |
| Côte d'Ivoire | 4      | 4         | 0    | 0        | 133         | 44            | 100,00      |
| Ghana         | 1      | 0         | 0    | 1        | 20          | 22            | 0,00        |
| Kazakhstan    | 2      | 2         | 0    | 0        | 41          | 5             | 100,00      |
| Kenya         | 3      | 2         | 0    | 1        | 68          | 53            | 66,66       |
| Malaisie      | 1      | 0         | 0    | 1        | 11          | 19            | 0,00        |
| Maroc         | 2      | 0         | 0    | 2        | 24          | 32            | 0,00        |
| Namibie       | 1      | 0         | 0    | 1        | 7           | 21            | 0,00        |
| Ouganda       | 1      | 1         | 0    | 0        | 22          | 16            | 100,00      |
| Sénégal       | 3      | 3         | 0    | 0        | 83          | 42            | 100,00      |
| Tunisie       | 3      | 2         | 0    | 1        | 67          | 35            | 66,66       |
| Zambie        | 2      | 2         | 0    | 0        | 61          | 25            | 100,00      |
| Zimbabwe      | 2      | 1         | 0    | 1        | 23          | 41            | 50,00       |
| Total         | 25     | 17        | 0    | 8        | 560         | 355           | 68,00       |

### Classement World Rugby
| #    | 2021 | 2022 | 2023 | 2024 | 2025 |
| ---- | ---- | ---- | ---- | ---- | ---- |
| Rang | 90   | 73   | 75   | 59   | 43   |

### Statistiques concernant les joueurs
Les noms en gras indiquent les joueurs encore en activité.

#### Record de sélections
Le record de sélections dans le XV d'Algérie est détenu par Sébastien Abdelkader et Yakine Djebbari.
| Rang | Joueur               | Dates d'activité | Sélections |
| ---- | -------------------- | ---------------- | ---------- |
| 1    | Sébastien Abdelkader | 2015-2022        | 17         |
| 1    | Yakine Djebbari      | 2016-            | 17         |
| 3    | Djamel Ouchene       | 2015-2022        | 14         |
| 3    | Bekada Belhaouari    | 2015-            | 14         |
| 5    | Boris Bouhraoua      | 2015-2018        | 12         |
| 5    | Reda Benlebbad       | 2016-            | 12         |
| 7    | Nasser Benamor       | 2015-2018        | 11         |
| 7    | Mohamed Belguidoum   | 2015-2022        | 11         |
| 7    | Nadir Megdoud        | 2018-            | 11         |
| 7    | Marvyn Youcef        | 2022-            | 11         |

#### Record de points

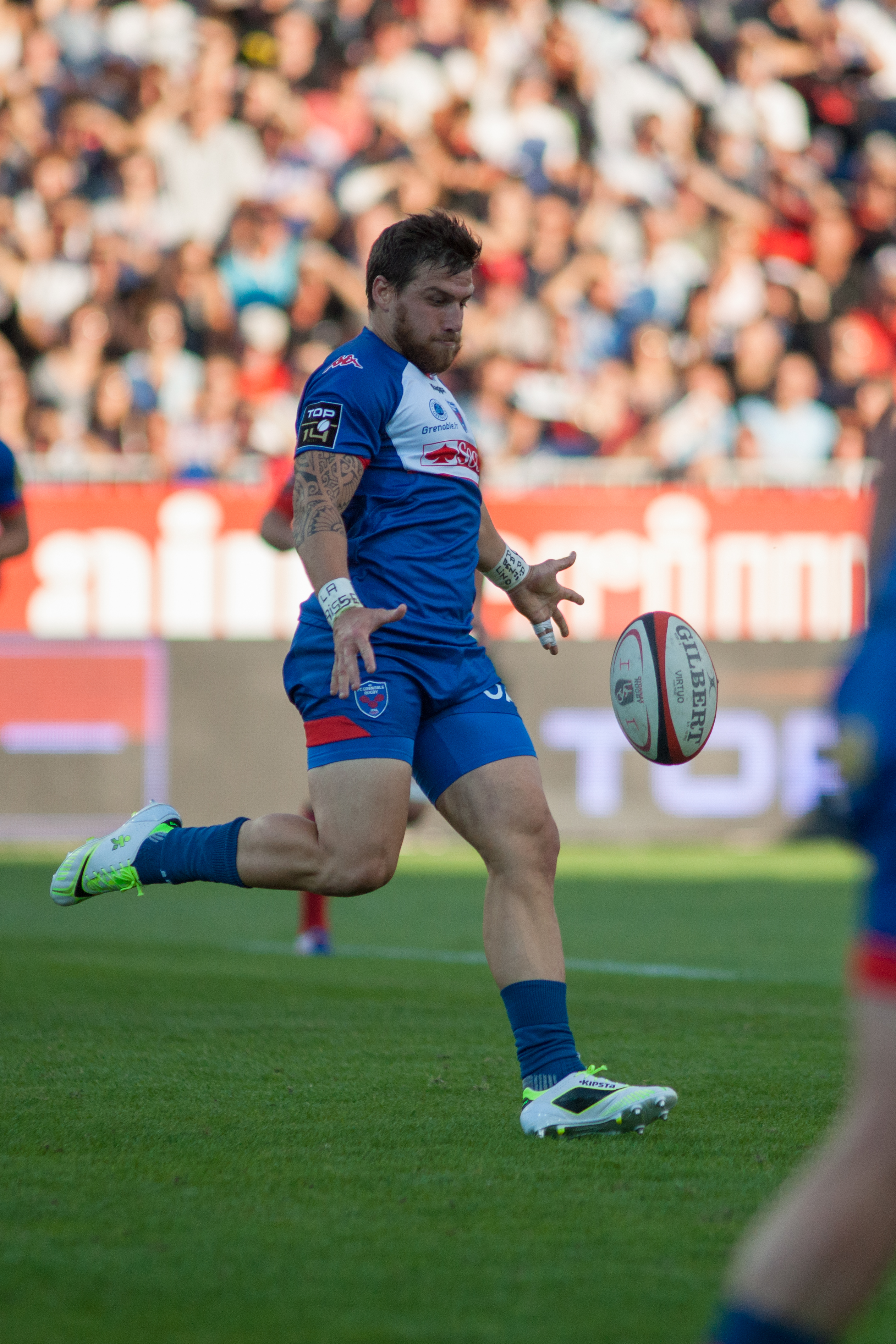
Julien Caminati en 2014 sous le maillot du FC Grenoble (71 points).

Julien Caminati s'empare de la place de meilleur réalisateur de l'histoire de l'équipe d'Algérie le 28 juillet 2024 lors de la finale de la Rugby Africa Cup 2024 entre l'Algérie et le Zimbabwe.
| Rang | Joueur            | Dates d'activité | Points |
| ---- | ----------------- | ---------------- | ------ |
| 1    | Julien Caminati   | 2022-            | 71     |
| 2    | Johan Bensalla    | 2015-2021        | 59     |
| 3    | Mathieu Lorée     | 2018-2022        | 33     |
| 4    | Benjamin Caminati | 2021-            | 26     |
| 5    | Nadir Megdoud     | 2018-            | 25     |
| 6    | Yoan Saby         | 2017-2018        | 22     |
| 7    | Djamel Ouchene    | 2015-2022        | 20     |
| 7    | Rémi Cardon       | 2017-2022        | 20     |
| 7    | Yakine Djebbari   | 2016-            | 20     |
| 10   | Enzo Kralfa       | 2018-            | 19     |

#### Record d'essais
Nadir Megdoud, ailier / centre de l'équipe d'Algérie, détient le record d'essais de la sélection, avec 5 unités.
| Rang | Joueur             | Dates d'activité | Essais |
| ---- | ------------------ | ---------------- | ------ |
| 1    | Nadir Megdoud      | 2018-            | 5      |
| 2    | Djamel Ouchene     | 2015-2022        | 4      |
| 2    | Rémi Cardon        | 2017-2022        | 4      |
| 2    | Yakine Djebbari    | 2016-            | 4      |
| 5    | Yazid Chouchane    | 2015-2018        | 3      |
| 6    | Mohamed Belguidoum | 2015-2022        | 2      |
| 6    | Issam Hamel        | 2017-            | 2      |
| 6    | Walid Batchali     | 2018-2022        | 2      |
| 6    | Sami Chahba        | 2021-            | 2      |
| 6    | Thomas Lacroix     | 2022-            | 2      |
| 6    | Adrien Vert        | 2024-            | 2      |
| 6    | Mohamed Makri      | 2024-            | 2      |

En outre, le record de transformations réussies est co-détenu par Johan Bensalla et Julien Caminati avec 7 réalisations, le record de pénalités réussies est détenu par Julien Caminati avec 18 pénalités et celui de drops par Johan Bensalla avec 2 drops réussis.

#### Le plus de points dans un match
| Joueur            | Points | Essais | Pénalités | Drops | Transformations | Contre        | Ville     | Date             |
| ----------------- | ------ | ------ | --------- | ----- | --------------- | ------------- | --------- | ---------------- |
| Julien Caminati   | 17     | 0      | 4         | 1     | 1               | Côte d'Ivoire | Kampala   | 20 juillet 2024  |
| Johan Bensalla    | 15     | 0      | 5         | 0     | 0               | Tunisie       | Oran      | 24 décembre 2016 |
| Julien Caminati   | 15     | 0      | 5         | 0     | 0               | Kenya         | Kampala   | 24 juillet 2024  |
| Julien Caminati   | 13     | 0      | 3         | 0     | 2               | Sénégal       | Paris     | 3 février 2024   |
| Johan Bensalla    | 11     | 0      | 3         | 0     | 1               | Tunisie       | Oran      | 18 décembre 2015 |
| Yoan Saby         | 11     | 0      | 3         | 0     | 1               | Côte d'Ivoire | Toulouse  | 14 juillet 2018  |
| Issam Hamel       | 10     | 2      | 0         | 0     | 0               | Kenya         | Marseille | 6 juillet 2022   |
| Rémi Cardon       | 10     | 2      | 0         | 0     | 0               | Zambie        | Mufulira  | 4 novembre 2017  |
| Johan Bensalla    | 10     | 0      | 2         | 0     | 2               | Zambie        | Mufulira  | 4 novembre 2017  |
| Enzo Kralfa       | 10     | 1      | 1         | 0     | 1               | Sénégal       | Toulouse  | 8 juillet 2018   |
| Mathieu Lorée     | 10     | 0      | 2         | 0     | 2               | Côte d'Ivoire | Toulouse  | 19 mars 2022     |
| Benjamin Caminati | 10     | 0      | 2         | 0     | 2               | Sénégal       | Marseille | 2 juillet 2022   |